# Krosno
Krosno – miasto na prawach powiatu w Polsce położone w województwie podkarpackim.
Krosno to największe miasto południowego Podkarpacia, ośrodek o znaczeniu regionalnym i subregionalnym. Siedziba wielu instytucji o zasięgu ponadlokalnym: Regionalnej Dyrekcji Lasów Państwowych, Podkarpackiego Wojewódzkiego Inspektoratu Weterynarii, Okręgowej Komisji Wyborczej, Sądu i Prokuratury Okręgowej, Okręgowego Urzędu Górniczego, Wojewódzkiego Ośrodka Ruchu Drogowego, Wojewódzkiego Szpitala Podkarpackiego, Podkarpackiego Centrum Edukacji Nauczycieli, Urzędu Celnego, Instytutu Nafty i Gazu oraz RTCN Sucha Góra.
Stolica województwa krośnieńskiego od 1 czerwca 1975 do 31 grudnia 1998 r.
Znajduje się w Euroregionie Karpackim, w skład którego wchodzą przygraniczne tereny Polski, Słowacji, Ukrainy, Węgier i Rumunii.
Leży w historycznej ziemi sanockiej. Krosno uzyskało lokację miejską około 1348 roku. W 1367 roku Kazimierz Wielki nadał miastu tytuł Królewskiego Wolnego Miasta Krosna i własny herb księstwa brzesko-kujawskiego, przedstawiający pół orła i pół lwa na czerwonym polu. Miasto królewskie położone na przełomie XVI i XVII wieku w ziemi sanockiej województwa ruskiego, w drugiej połowie XVII wieku należało do starostwa krośnieńskiego.
Według danych GUS z 31 grudnia 2024 r. Krosno liczyło 43 594 mieszkańców.

## Geografia
Krosno leży w południowo-wschodniej Polsce, w województwie podkarpackim, przy ujściu potoku Lubatówki do Wisłoka, na obszarze Kotliny Jasielsko-Krośnieńskiej, wchodzącej w skład Pogórza Środkowobeskidzkiego. Krosno określano jako „parva Cracovia” – czyli „mały Kraków”, dlatego że krośnieński Rynek z renesansowymi sukiennicami kojarzył się z krakowskim Starym Miastem, a także ze względu na wysoki poziom życia umysłowego miasta. O celowości porównywania do Krakowa świadczy umieszczenie widoku Krosna w miedziorycie Georga Brauna (1541–1622) i Fransa Hogenberga (ok. 1535–1590), w dziele Civitates orbis terrarum (Miasta świata wydanym w 1617 r. w Kolonii) w towarzystwie m.in. Krakowa, Poznania, Warszawy czy Zamościa, oraz w dziele Andreasa Cellariusa (1596–1665) z 1659 r. Regni Poloniae Magnique Ducatus Lithuanie Novissima Descriptio, wydanym w Amsterdamie.
Kotlina Krośnieńska od zachodu graniczy z doliną Jasiołki i niewielkimi przełęczami, z Kotliną Jasielską, a na wschodzie łączy się z doliną Wisłoka i z Kotliną Zarszynską. Nad Krosnem wznosi się od północy tzw. Pasmo Odrzykońskie, z wyróżniającymi się kulminacjami Królewskiej Góry (554 m n.p.m.) i Suchej Góry (585 m n.p.m.). U podnóża pierwszej, znajduje się Zamek „Kamieniec”, a na szczycie drugiej wieża przekaźnikowa stacji telewizyjnej. Do krośnieńskiego bogactwa oprócz ropy naftowej, piaskowca, glinek, zalicza się także źródła mineralne, które występują w dzielnicy Białobrzegi, jako siarkowo-wodorowe, na Zawodziu siarczany i solanki o dużym stężeniu, oraz w innych dzielnicach solanki o różnym składzie chemicznym.
Krosno – w widłach Wisłoka i Lubatówki, stanowiło regularny, zwarty układ urbanistyczny z czworokątnym Rynkiem i wychodzącą z niego rozplanowaną siecią ulic. Z Rynku wybiegały symetrycznie w kierunkach na południe i północ po trzy ulice, które zbiegały się przy bramach miejskich.
W Krośnie jest wiele średniowiecznych kościołów i zabytkowych kamieniczek, usytuowanych głównie w obrębie Rynku, który mieści się na wzniesieniu ok. 277 m n.p.m. Miasto należy do Zagłębia Naftowego Jasielsko-Krośnieńskiego, słynie również z hut szkła i z lotnictwa.

## Historia

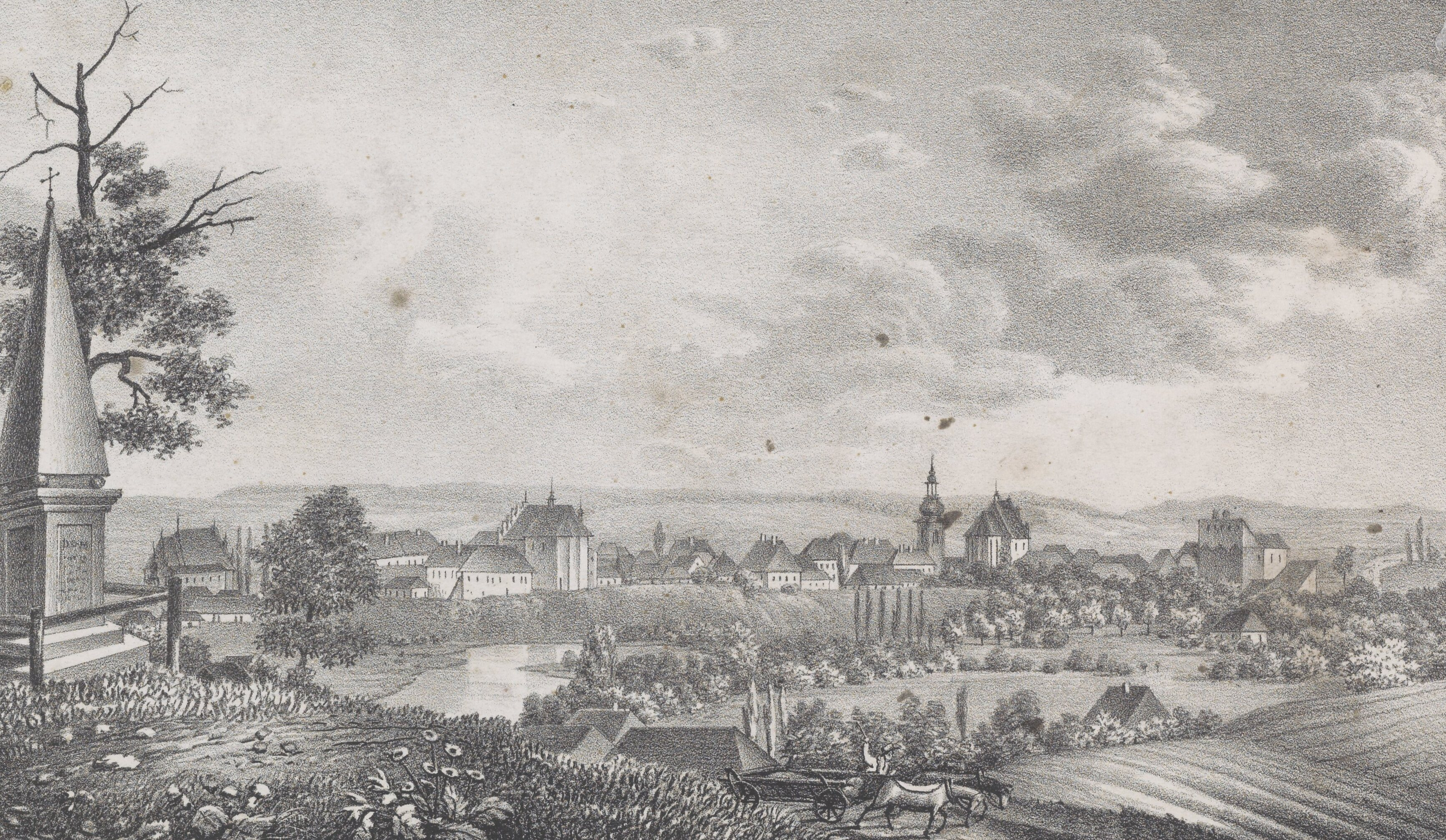
Widok od strony wschodniej, 1846
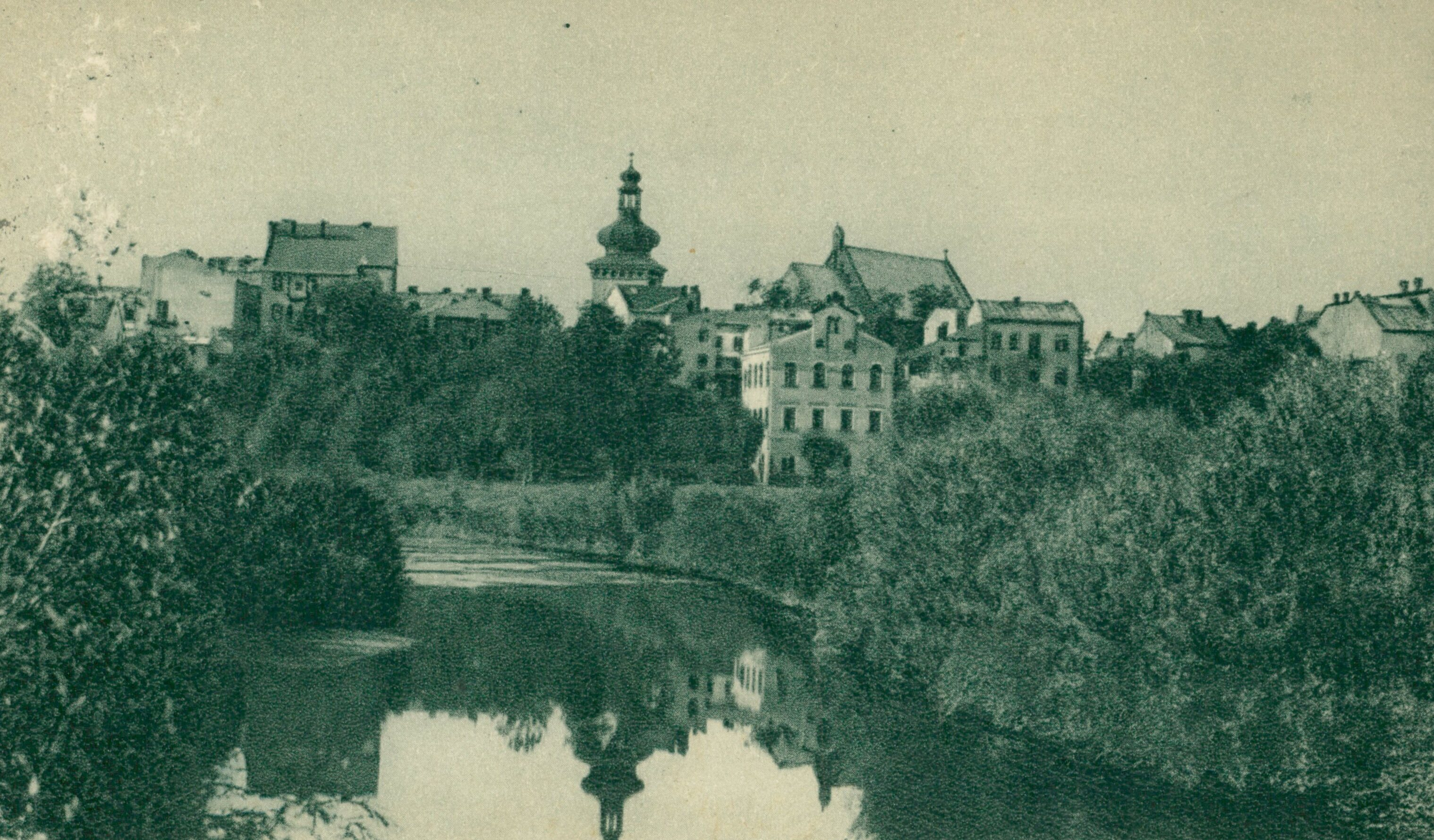
Widok od strony Wisłoka, przed 1934
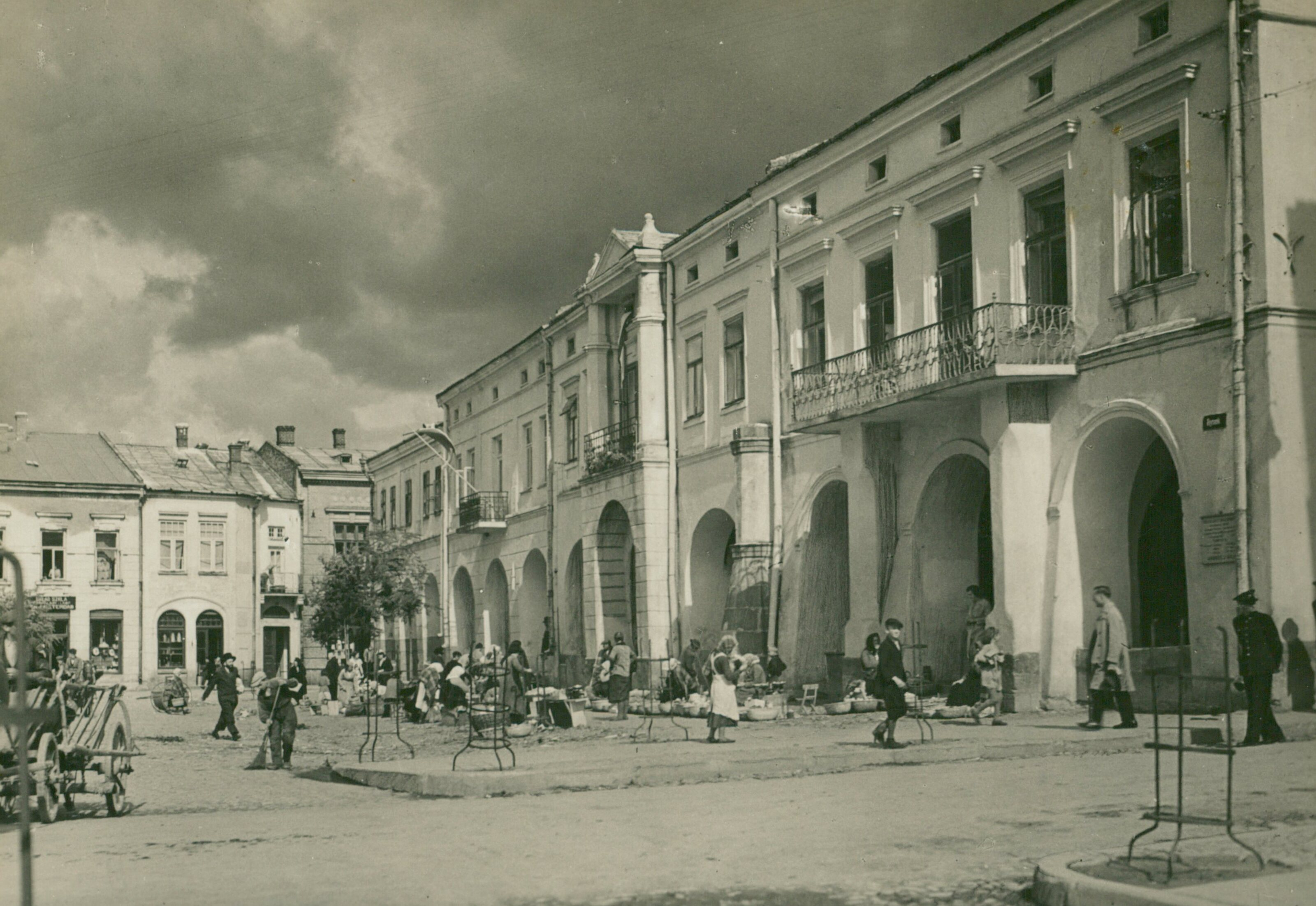
Rynek, 1939
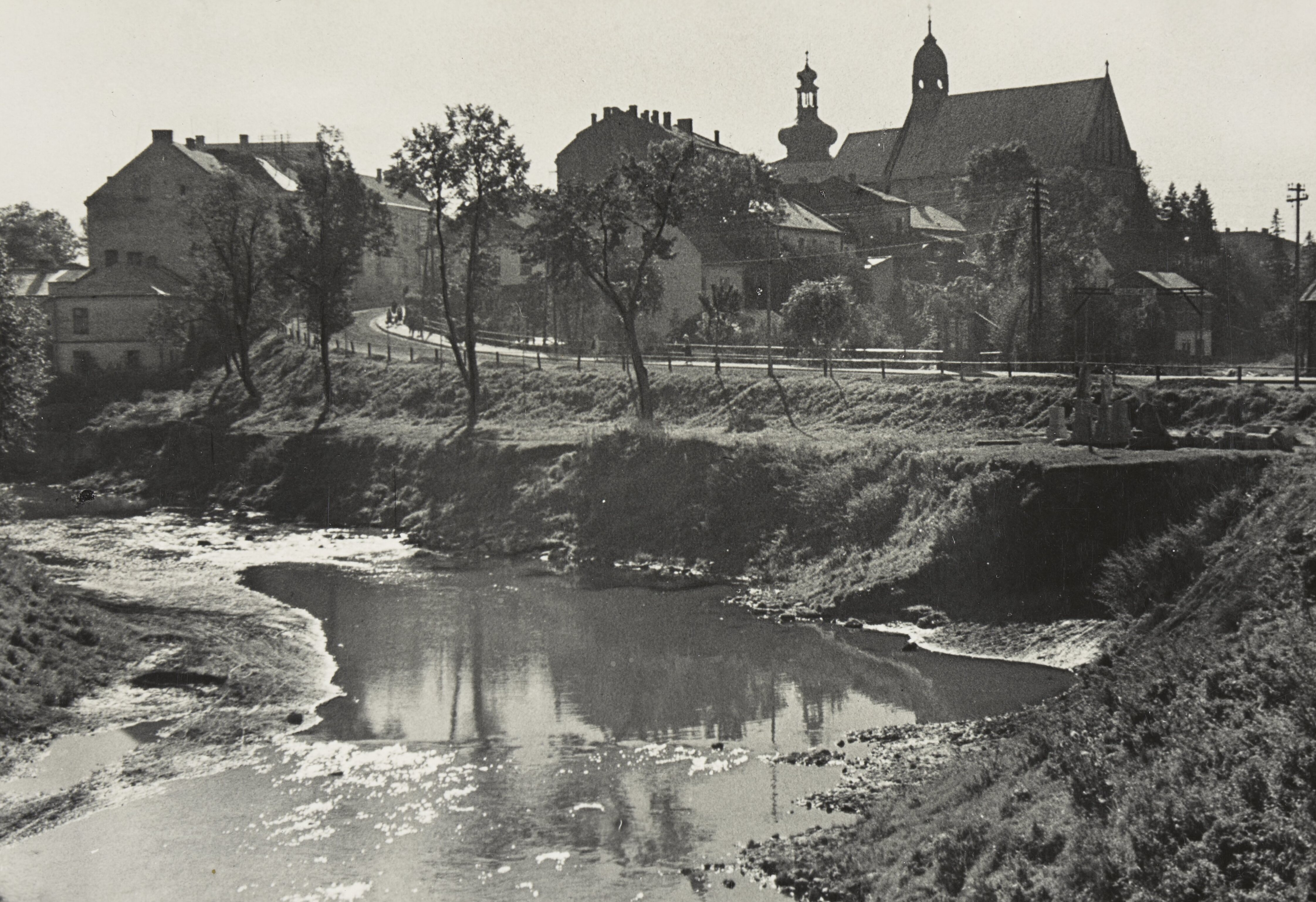
Kościół farny, 1939

## Turystyka
W 2016 r. władze miasta uruchomiły portal informacyjny dla turystów: visitkrosno.pl.

### Zabytkowe kościoły

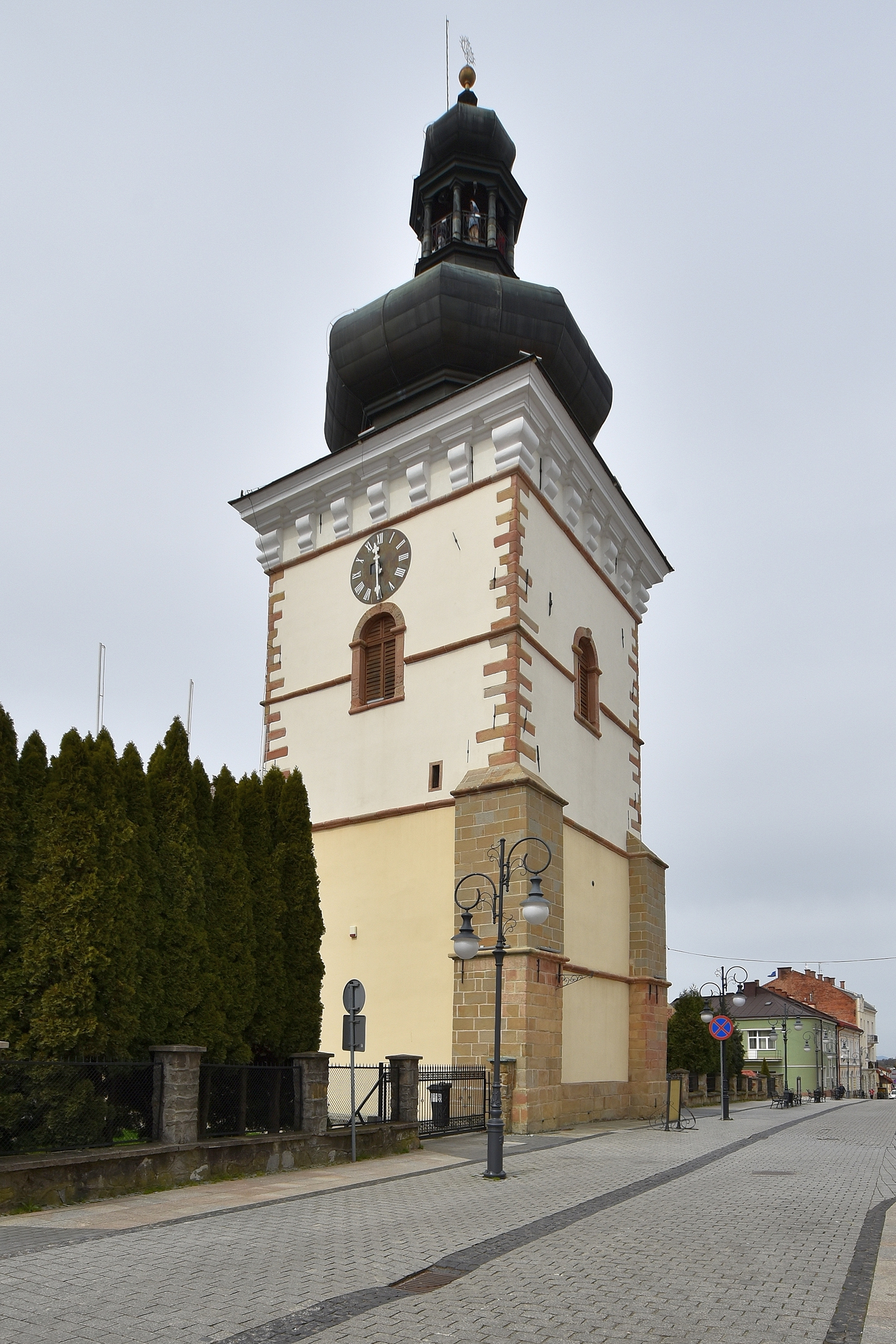
Dzwonnica przy Kościele Farnym

- Kościół Farny św. Trójcy (bazylika kolegiacka)
- Kościół i Klasztor oo. Franciszkanów
- Kościół św. Wojciecha
- Kościół i Klasztor oo. Kapucynów
- Kaplica Emaus przy ul. Kletówki
- Kaplica Salve Regina przy ul. Ks. Decowskiego
- Kościół NMP Królowej Polski
- Klasztor Jezuitów – wzniesiony w latach 1660–1667, w wyniku fundacji Stanisława Zaremby, Bobolów i Balów. Częściowo wykorzystano fortyfikację miejską nad rzeką Lubatówką. Przez stulecie mieścił uczelnię jezuicką o wysokim poziomie nauczania. Czworobok dziedzińca zamykał od północy zburzony w roku 1807 kościół jezuitów pw. Niepokalanego Poczęcia N.P. Marii – jedna z 7 świątyń w mieście do połowy XVII wieku. Po kasacie zakonu przez zaborcę, w roku 1773, mieściła się tu szkoła, a potem szpital wojskowy. Po pożarze w roku 1849 odbudowany w XIX wieku. Teraz siedziba Państwowej Wyższej Szkoły Zawodowej w Krośnie[potrzebny przypis].

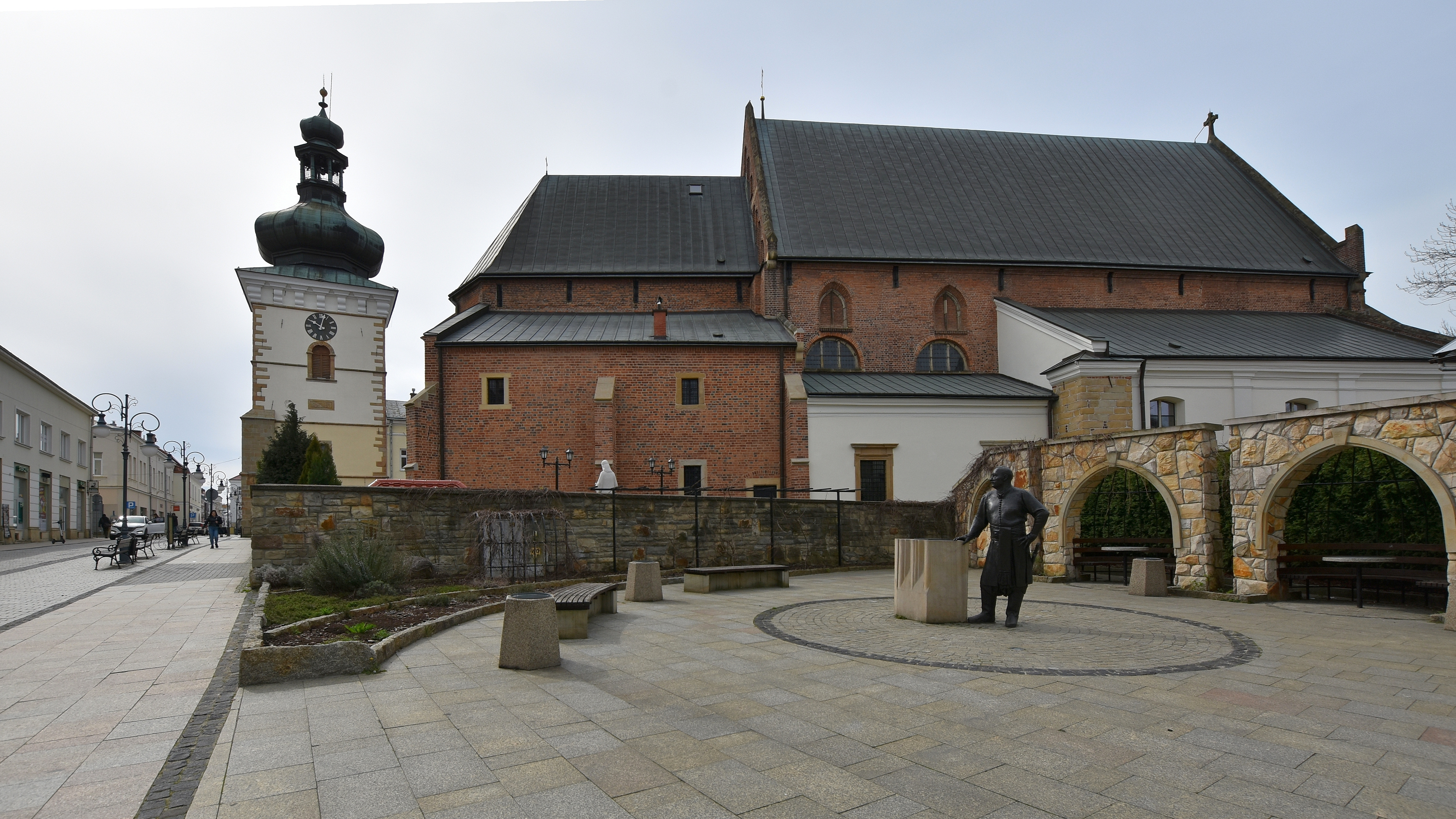
Krośnieńska fara pw. Trójcy Świętej

### Inne atrakcje
- Stare miasto z Rynkiem i Wieżą Farną[10]
- Centrum Dziedzictwa Szkła[11][12]
- Muzeum Rzemiosła
- Etnocentrum Ziemi Krośnieńskiej[13]
- BWA (Biuro Wystaw Artystycznych) Krosno
- Pałac Trzecieskich (Pałac w Polance)
- Zabytkowe pałace i kamienice Krosna
- Zabytkowe cmentarze Krosna
- Muzeum Podkarpackie w Krośnie
- Muzeum Rzemiosła w Krośnie
- Muzeum Misyjne w Krośnie
- Prywatne Muzeum Podkarpackich Pól Bitewnych

W najbliższej okolicy:
- Zamek Kamieniec w Odrzykoniu, którego historia zainspirowała Aleksandra Fredrę do napisania Zemsty
- Kopalnia ropy naftowej w Bóbrce, obecnie Muzeum Przemysłu Naftowego i Gazowniczego im. Ignacego Łukasiewicza
- Rezerwat przyrody Prządki im. prof. Henryka Świdzińskiego
- Kościół Wniebowzięcia Najświętszej Maryi Panny w Haczowie – późnogotycki drewniany kościół usytuowany w miejscowości Haczów pod wezwaniem Wniebowzięcia Najświętszej Maryi Panny i św. Michała Archanioła, znajdujący się wraz z innymi drewnianymi kościołami południowej Małopolski i Podkarpacia na liście światowego dziedzictwa UNESCO
- miasteczko uzdrowiskowe Iwonicz-Zdrój
- Dworek mieszczący Muzeum Marii Konopnickiej w Żarnowcu
- Muzeum Historyczne Pałac w Dukli – muzeum poświęcone militariom i historii okolic Dukli, mające siedzibę w dawnym pałacu w Dukli

Krośnieńskie podcienia

- Pustelnia Św. Jana z Dukli

## Podział administracyjny

Jednostki pomocnicze miasta Krosna

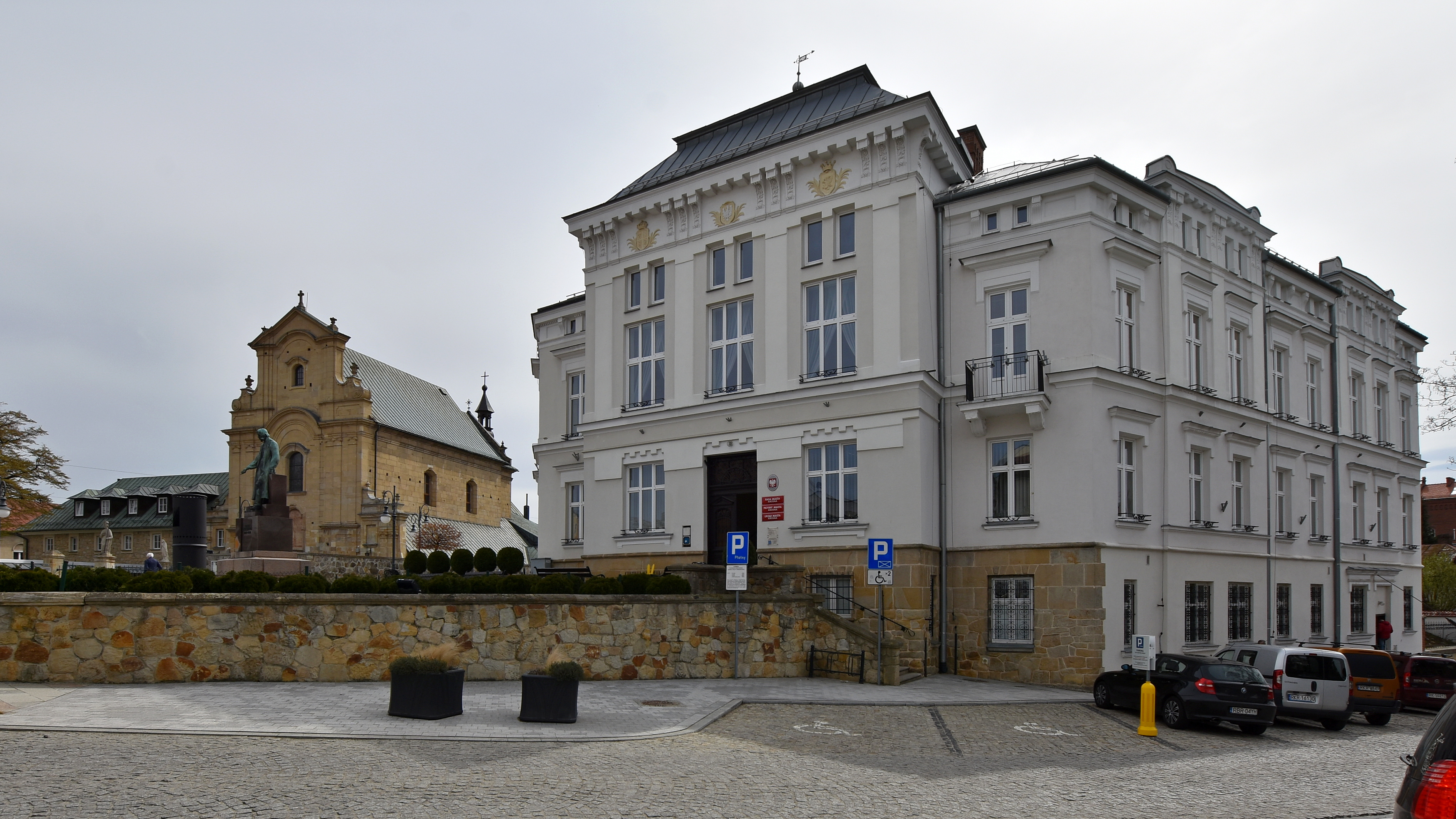
Gmach Rady Powiatowej, obecnie Urząd Miasta Krosna

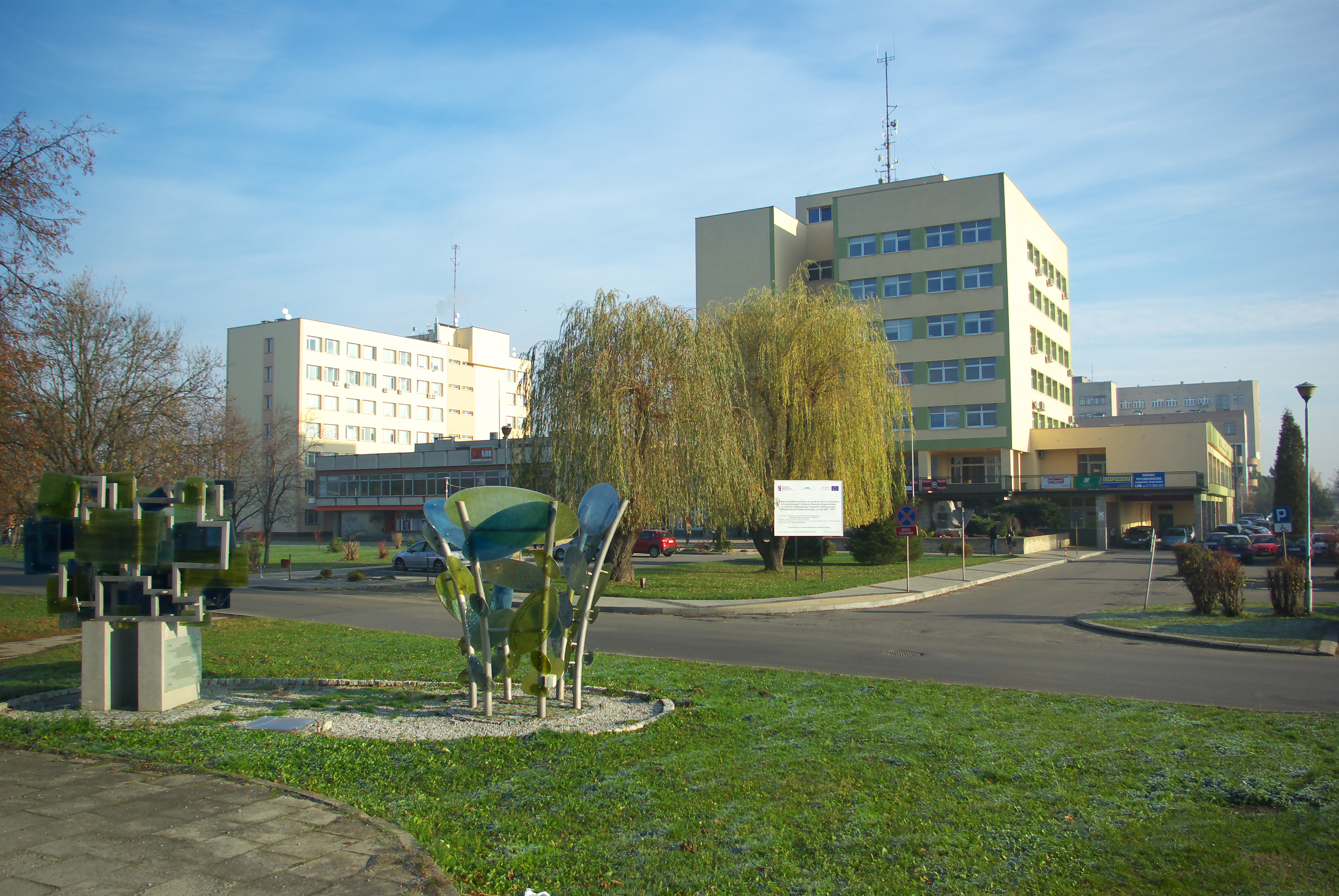
Była siedziba władz województwa krośnieńskiego, obecna starostwa powiatowego w Krośnie

Statut miasta przewiduje możliwość tworzenia dzielnic oraz osiedli jako jednostek pomocniczych miasta.
Miasto jest podzielone na 6 dzielnic oraz 6 osiedli:
1. Dzielnica Białobrzegi
2. Dzielnica Krościenko Niżne
3. Dzielnica Polanka
4. Dzielnica Suchodół
5. Dzielnica Śródmieście
6. Dzielnica Zawodzie
7. Osiedle Stefana Grota-Roweckiego
8. Osiedle ks. Bronisława Markiewicza
9. Osiedle Południe
10. Osiedle Traugutta
11. Osiedle Turaszówka
12. Osiedle Tysiąclecia

## Demografia
Osobny artykuł: Ludność Krosna
Piramida wieku mieszkańców Krosna w 2014 roku.

## Gospodarka
Według danych GUS za rok 2005 dochód na jednego mieszkańca w Krośnie wynosił 3100,30 zł, co daje 105,30% średniej krajowej w 2005 roku. W tym samym czasie stopa bezrobocia wynosiła 6,5%.
Według danych GUS za rok 2017 dochód na jednego mieszkańca w Krośnie wynosił 6123 zł. W tym samym czasie stopa bezrobocia wynosiła 3,3%, był to najniższy wynik w całym województwie podkarpackim i jeden z najniższych w całej Polsce.
W 2017 roku dochód budżetu Krosna wyniósł 284,6 mln zł. Dochody własne osiągnęły kwotę 127,8 mln zł. Z podatku od osób fizycznych Krosno otrzymało 49,6 mln zł, a z podatku od nieruchomości 33,0 mln zł (oba te dochody stanowiły największą część dochodów własnych). Subwencje wyniosły 89,1 mln zł, a dotacje 67,8 mln zł. Dochód w przeliczeniu na jednego mieszkańca Krosna wyniósł 6123 zł.
W mieście działa ponad 5,5 tysiąca podmiotów gospodarczych. Około 97% z nich to przedsiębiorstwa prywatne. Krosno jest silnym ośrodkiem przemysłowym i usługowym, który charakteryzuje się dużą różnorodnością branż. Zajmuje wysokie pozycje w rankingach miast przyjaznych dla biznesu. Regularnie uzyskuje najwyższe oceny w raportach atrakcyjności inwestycyjnej opracowywanych na zlecenie Polskiej Agencji Inwestycji i Handlu. Główne sektory, na których opiera się lokalna gospodarka, bazują na bogatych tradycjach, doświadczonych kadrach oraz stałym wdrażaniu innowacji.
Dzisiejsza gospodarka Krosna oparta jest mocno na fundamentach przemysłu tkackiego i szklanego. Ten drugi jest na tyle ważnym filarem, że Krosno nazywane jest "Miastem Szkła". Ważne miejsce zajmują tu również produkcja maszyn i aparatury służącej wydobyciu ropy naftowej oraz przemysł motoryzacyjny. Wśród największych przedsiębiorstw na terenie Krosna można wymienić: Eba Sp. z o.o. Artykuły Metalowe, Ekolot Zakład Produkcyjny (produkcja sprzętu lotniczego), Krosno Glass S.A.
Miejski Obszar Funkcjonalny Krosno tworzą miasto Krosno oraz gminy powiatu ziemskiego: gmina Chorkówka, gmina Jedlicze, gmina Korczyna, gmina Krościenko Wyżne, gmina Miejsce Piastowe i gmina Wojaszówka.

## Transport

### Transport drogowy
Przez Krosno przebiegają:
- droga krajowa nr 28 (Zator – Medyka), która w Miejscu Piastowym 2 km od granicy miasta krzyżuje się z drogą krajową nr 19, obok której budowana jest droga ekspresowa S19 (fragment trasy Via Carpatia)[19],
- droga krajowa nr 19 (E371) (Kuźnica – Barwinek), biegnie wzdłuż wschodniej granicy miasta, przy granicy byłego Lotniska „Iwonicz”, a w przyszłości strefy ekonomicznej, przez którą ma prowadzić bezpośredni łącznik Krosna do S19[20],
- droga wojewódzka nr 990 (Krosno – Twierdza),
- droga wojewódzka nr 991 (Krosno – Lutcza).

### Transport lotniczy

#### Lotnisko w Krośnie
Jest to jedno z największych lotnisk trawiastych w Europie, które należy od 2008 roku do miasta Krosna, a jest użytkowane przez Aeroklub Podkarpacki. W grudniu 2016 roku zakończyła się budowa asfaltowej drogi startowej o długości 1100 metrów i szerokiej na 30 metrów oraz dróg kołowania. Wybudowano także pełne oświetlenie lotniska (dróg kołowania, pasa startowego i płyt postojowych), a także zaawansowaną stację meteorologiczną i dwa wskaźniki wiatru. Zamontowano również oznakowanie pionowe. Rok później wybudowano bezobsługową stację paliw lotniczych.

#### Lądowisko Krosno-Szpital
W 2013 r. przy ul. Korczyńskiej oddano do użytku przyszpitalne lądowisko sanitarne dla helikopterów.

#### DawneLotnisko Iwonicz(wykreślone z rejestru lotnisk ULC)
Niegdyś sportowe lotnisko posiadające dwa pasy startowe: trawiasty i asfaltowy, od 1 stycznia 2021 roku włączone w granice administracyjne Krosna, na jego terenie planowane są druga strefa inwestycyjna oraz łącznik do drogi DK19 i dalej do węzła Krosno-Północ (w Iskrzyni) drogi S19.

#### Międzynarodowy Port Lotniczy Rzeszów-Jasionka
Najbliższe lotnisko obsługujące linie pasażerskie znajduje się w Jasionce koło Rzeszowa. Posiada drugi co do długości pas startowy w Polsce.

### Transport zbiorowy

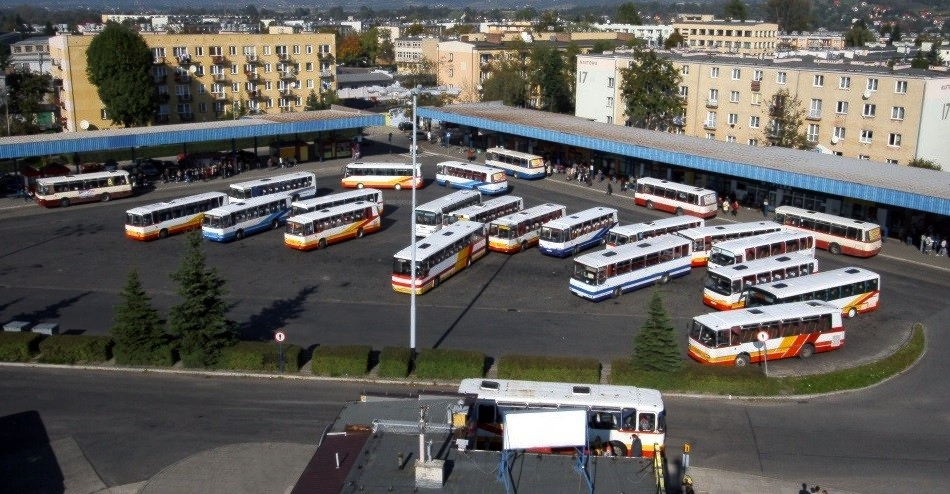
Dworzec autobusowy w Krośnie (przed przebudową)

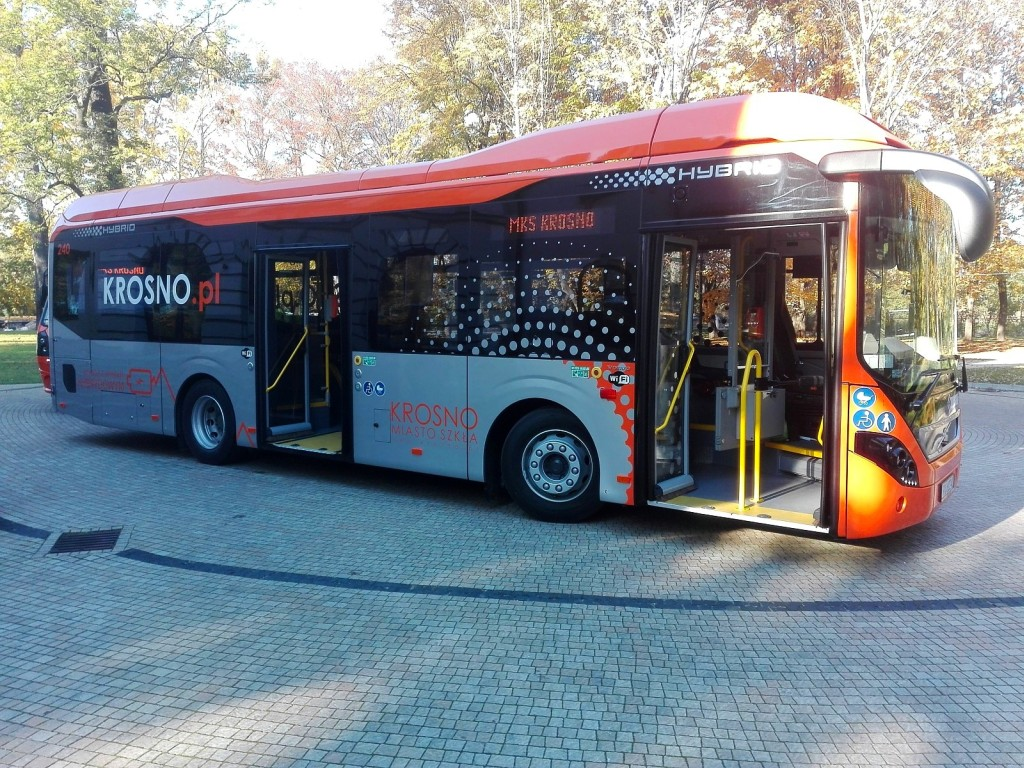
Autobus MKS Krosno

MKS Krosno obsługuje 5 linii miejskich (A, B, E, G, K), 14 podmiejskich (0, 1, 2, 3, 4, 5, 7, 10, 11, 12, 16, 18, 20, 23).

### Transport kolejowy
Przez Krosno przebiega linia kolejowa nr 108 Stróże – Krościenko (dawna Kolej Transwersalna Czadca – Husiatyn)

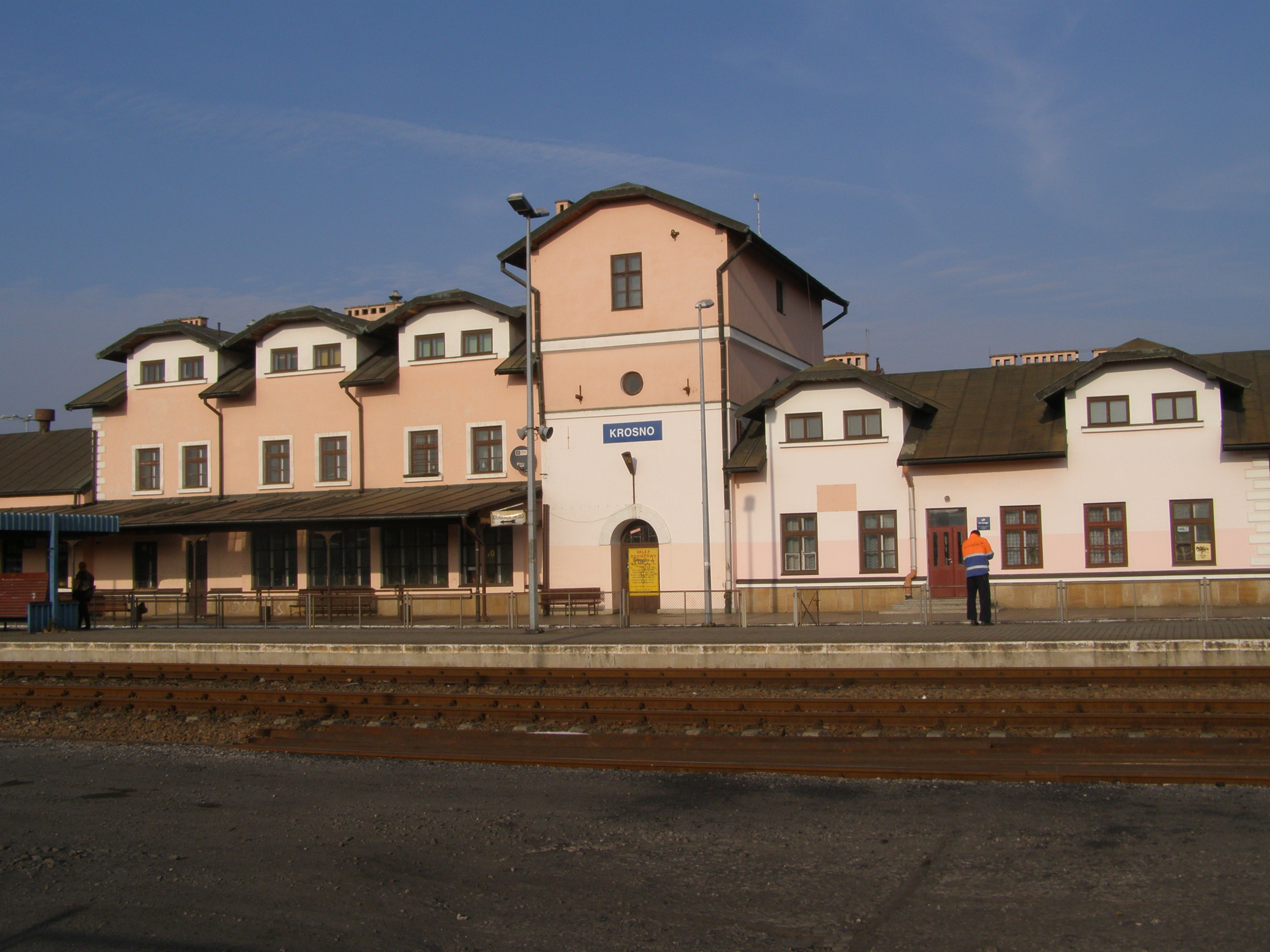
Dworzec główny PKP w Krośnie

Linia kolejowa biegnąca z Jasła do Zagórza nie jest zelektryfikowana. Obsługę połączeń pasażerskich realizuje spółka Przewozy Regionalne, która jest dofinansowywana ze środków samorządu województwa i spółka PKP Intercity.
- W Krośnie znajdują się przystanki kolejowe:
  - Krosno Turaszówka
  - Krosno Polanka (daw. Polanka-Karol)
  - Krosno (Dworzec Główny)
  - Krosno Miasto

Ruch pociągów pasażerskich odbywa się pociągami Przewozów Regionalnych w kierunkach Zagórz – Jasło i z powrotem oraz PKP Intercity na trasie Zagórz – Stróże – Kraków Główny.
W planach na lata 2021–2027 są: elektryfikacja torów kolejowych na trasie Jasło-Krosno-Zagórz oraz wybudowanie łącznika kolejowego Jedlicze – Szebnie.

## Edukacja

### Przedszkola
- Przedszkole Miejskie nr 1
- Przedszkole Miejskie nr 2
- Przedszkole Miejskie nr 3
- Przedszkole Miejskie nr 4
- Przedszkole Miejskie nr 5
- Przedszkole Miejskie nr 8
- Przedszkole Miejskie nr 10
- Przedszkole Miejskie nr 11
- Prywatne Przedszkole „Tęczowa Kraina”
- Prywatne Przedszkole Językowe „Bajkowy Świat”
- Niepubliczne Przedszkole „Stokrotka”
- Terapeutyczne Niepubliczne Przedszkole „Guziczek”

### Szkoły podstawowe
- Prywatna Szkoła Muzyczna I st. „Pro Musica”
- Ogólnokształcąca Szkoła Muzyczna I st. im. I.J. Paderewskiego
- Zespół Szkół nr 2 w Krośnie
- Szkoła Podstawowa nr 1 im. Komisji Edukacji Narodowej
- Szkoła Podstawowa nr 3 im. Marii Konopnickiej
- Szkoła Podstawowa nr 4 im. E.Kolanki
- Szkoła Podstawowa nr 5 im. Jana Pawła II
- Szkoła Podstawowa nr 6 im. Janusza Korczaka
- Szkoła Podstawowa nr 7 im. Kardynała Stefana Wyszyńskiego
- Szkoła Podstawowa nr 8 im. „Dar Górników” w Krośnie
- Szkoła Podstawowa nr 10 im. kpt. Stanisława Betleja
- Szkoła Podstawowa nr 12
- Szkoła Podstawowa z Oddziałami Integracyjnymi nr 14 im. Polskich Olimpijczyków
- Szkoła Podstawowa nr 15
- Społeczna Szkoła Muzyczna I st.

### Szkoły ponadpodstawowe

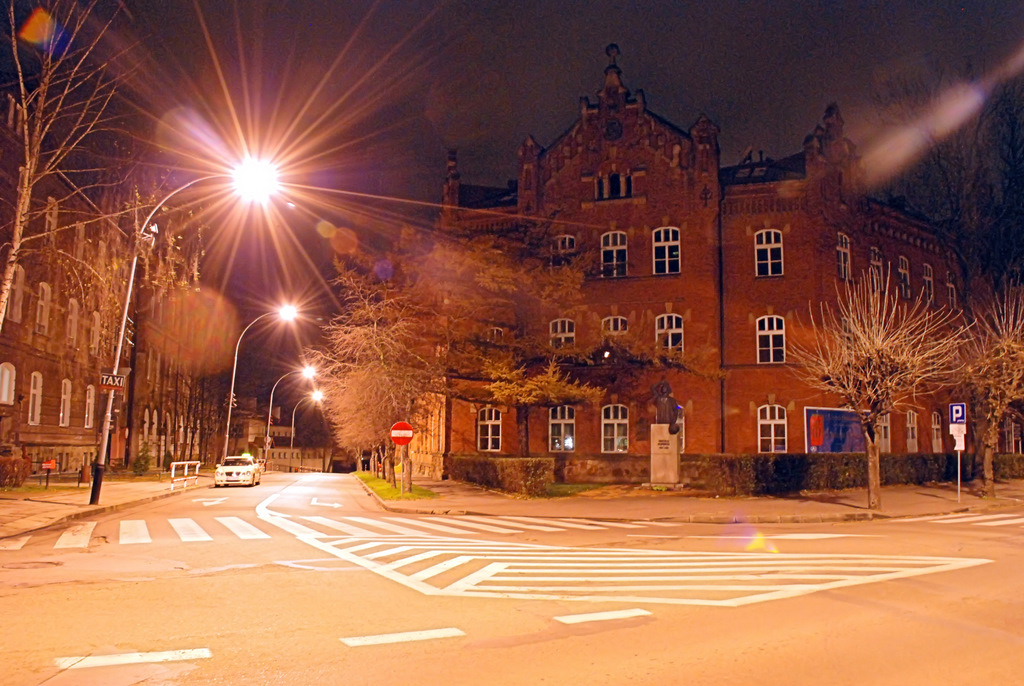
„Kopernik” – budynek I LO nocą

- Zespół Szkół Ponadpodstawowych nr 1 im. Jana Szczepanika („Szczepanik”)
- Zespół Szkół Ponadpodstawowych nr 2 im. ks. Stanisława Szpetnara („Bursa”)
- Zespół Szkół Ponadpodstawowych nr 3 im. Stanisława Staszica („Mechanik”)
- Zespół Szkół Naftowo-Gazowniczych im. Ignacego Łukasiewicza („Naftówka”, jedyna w Polsce szkoła naftowa)
- Zespół Szkół Ponadpodstawowych nr 6 im. Jana Sasa-Zubrzyckiego („Budowlanka”)
- I Liceum Ogólnokształcące im. Mikołaja Kopernika w Krośnie („Kopernik”)
- II Liceum Ogólnokształcące im. Konstytucji 3 Maja w Krośnie („Guzikówka”, „Dwójka”)
- III Liceum Ogólnokształcące im. Generała Stanisława Maczka oraz Technikum nr 5 im. Generała Stanisława Maczka w Zespole Szkół Elektrycznych i Ogólnokształcących („Elektryk”, „Turaszówka”)
- Katolickie Liceum Ogólnokształcące im. ks. Bronisława Markiewicza („Katolik”)
- Państwowe Liceum Sztuk Plastycznych („Plastyk”)
- Ogólnokształcąca Szkoła Muzyczna II st. im. I.J. Paderewskiego („Muzyczna”, „Muzyk”)
- Zespół Szkół Kształcenia Ustawicznego – szkoła dzienna młodzieżowa im. Pawła z Krosna („CKU”)
- Społeczna Szkoła Muzyczna II st.

### Szkoły dla dorosłych i policealne uzupełniające
- Zespół Szkół Kształcenia Ustawicznego
- Policealne Studium Zawodowe „Wszechnica”
- Policealna Szkoła Detektywów i Pracowników Ochrony „O’chikara”
- Wieczorowa Szkoła Policealna Pracowników Służb Społecznych
- Podkarpackie Towarzystwo Edukacji Alternatywnej „Wszechnica”

### Szkolnictwo wyższe
- Państwowa Akademia Nauk Stosowanych w Krośnie (dawniej Karpacka Państwowa Uczelnia / Państwowa Wyższa Szkoła Zawodowa)
- Państwowe Pomaturalne Studium Kształcenia Animatorów Kultury i Bibliotekarzy w Krośnie
- Akademia Górniczo-Hutnicza w Krakowie Oddział w Krośnie
- Niepubliczna Szkoła Biznesu
- Wyższa Szkoła Informatyki i Zarządzania w Rzeszowie Oddział w Krośnie

## Kultura

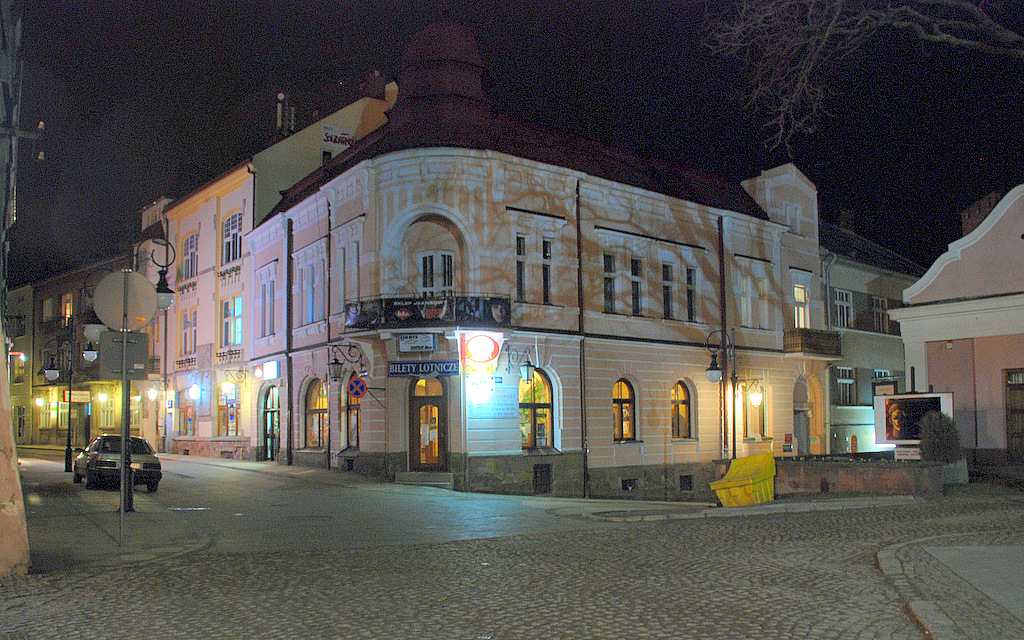
Budynek Orbisu w Krośnie

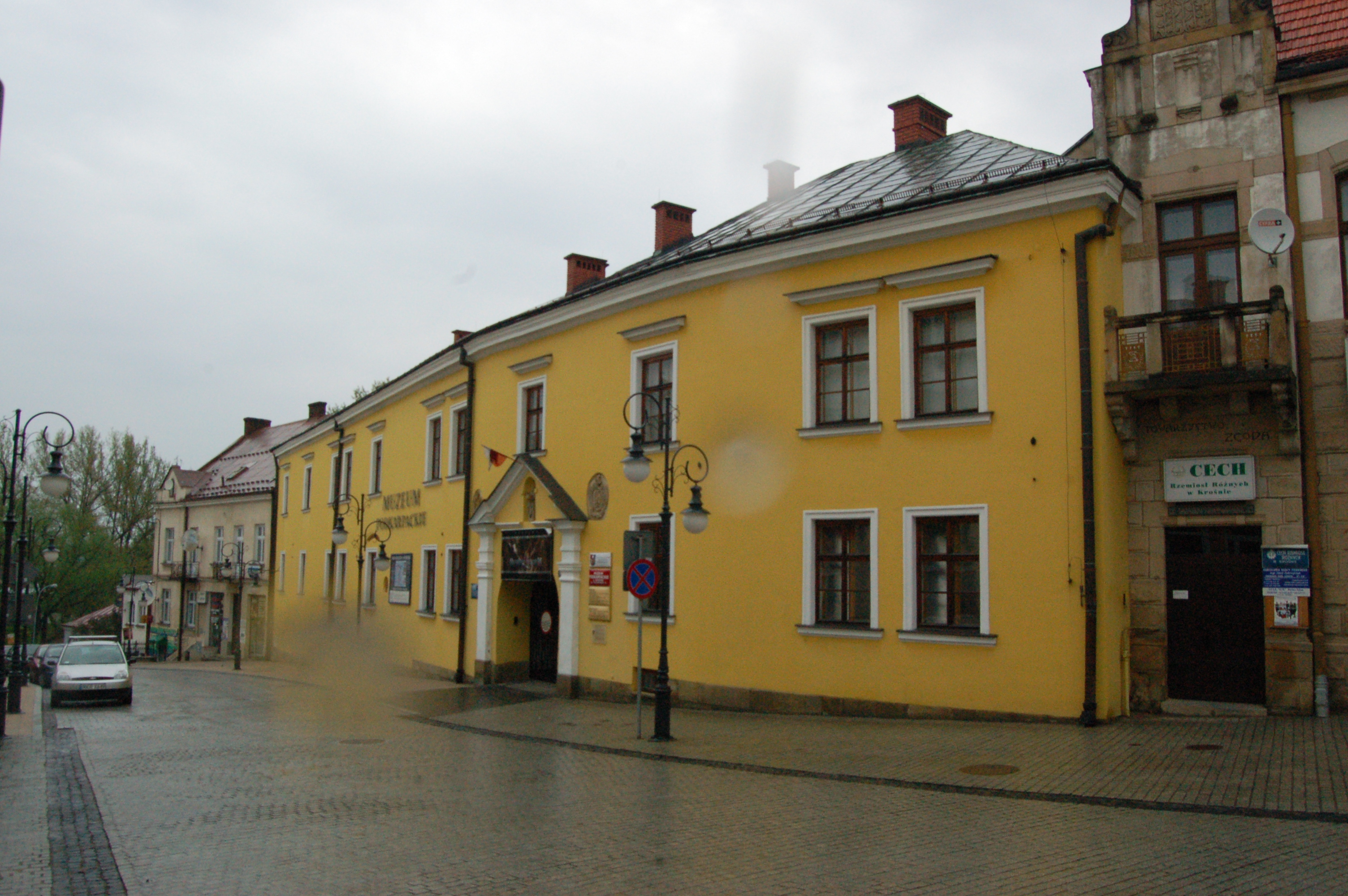
Muzeum Podkarpackie

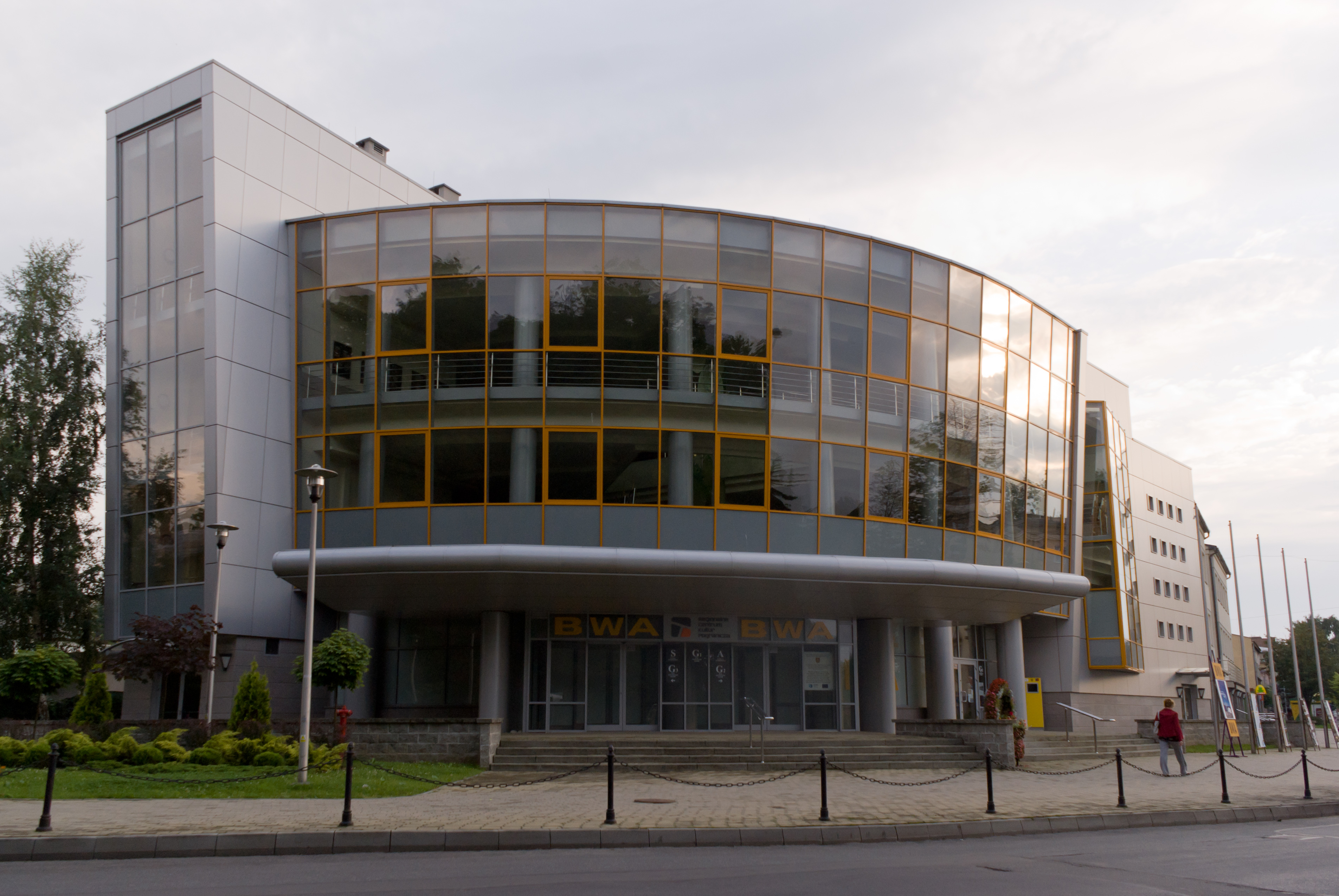
Budynek RCKP przy ul. Kolejowej 1

### Wydarzenia kulturalne
- Maj – Balony nad Krosnem[28][29]
- Czerwiec – Dni Krosna[28][30], Szklany Festiwal – Glass Festival[28][31], Krośnieńskie Juwenalia
- Lipiec – Young Arts Festival[32], Świet(l)ne Miasto[33], Wjazd Króla[28]
- Sierpień – Karpackie Klimaty[28][34], Speedland Festival
- Wrzesień – Festiwal Sztuk Alternatywnych Nocne Teatralia Strachy[30][35], Krośnieńskie Spotkania Teatralne[36].

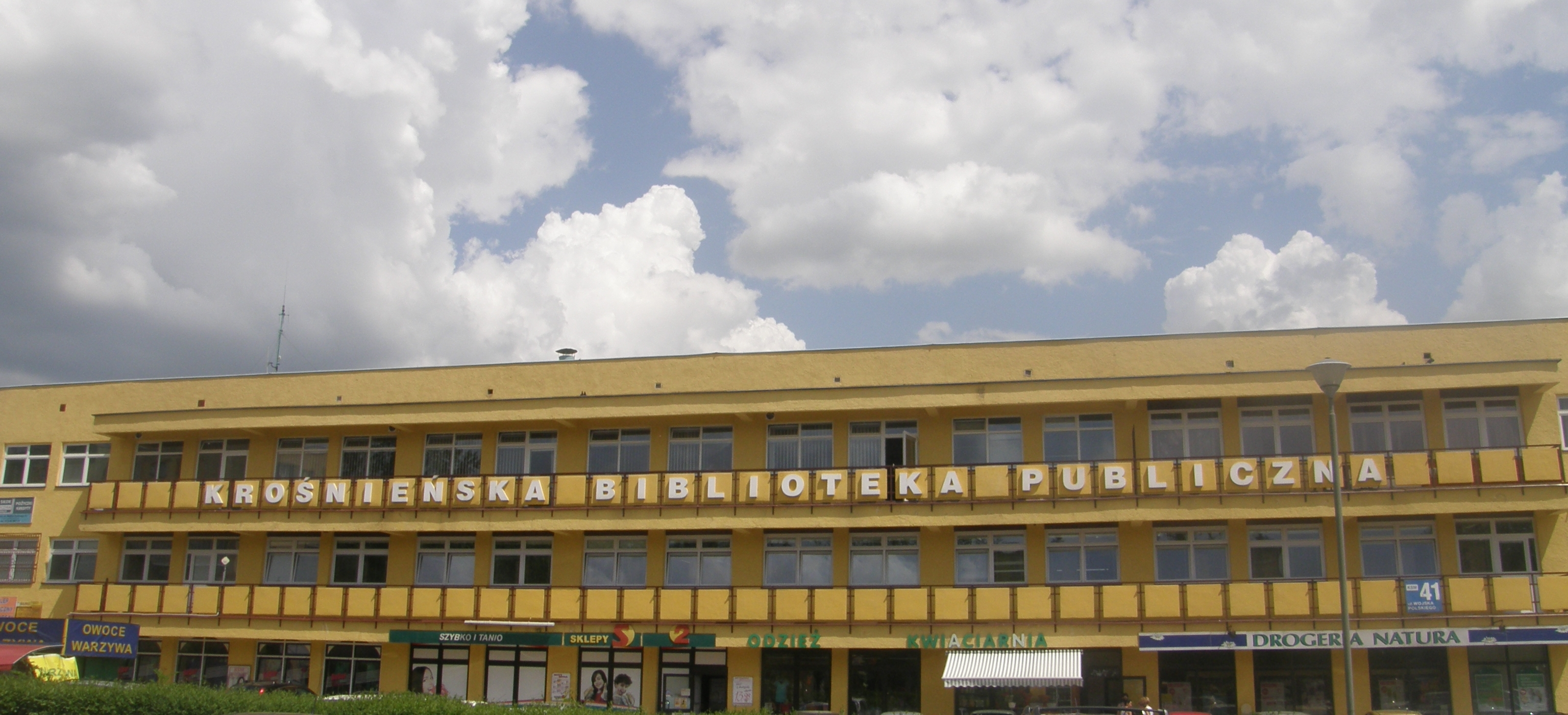
Krośnieńska Biblioteka Publiczna (przed remontem)

### Grupy, zespoły, stowarzyszenia i kluby
- „A-PSIK” (Amatorsko-Profesjonalna Scena Improwizacji Krośnieńskiej) – stały skład
- Chór mieszany „Echo” (zróżnicowana wiekowo grupa) – część składu stała, część zmienna
- Grupa baletowa bez nazwy (2 grupy: starsza i młodsza) – zmienny skład zależnie od wieku
- Grupa muzyczna Decapitated
- Grupa teatralno-taneczno-wokalna „Kleks” (4 grupy dziecięce) – zmienne składy zależnie od wieku
- Kabaret SSOK (uczniowie ZSP 1) – zmienny skład zależnie od nowego roku szkolnego, często przy współpracy byłych członków kabaretu
- Kapela ludowa „Białobrzeżanie” (dorośli) – stały skład + nowi członkowie
- Klub aktywizujący „Klub Seniora” (seniorzy) – stały skład + nowi członkowie
- Klub dyskusyjny „Elizjum” (młodzież i dorośli) – częściowo zmienny zależnie od wieku, częściowo stały skład
- Klub fotograficzny „Fotoklub” (młodzież i dorośli) – stały skład + nowi członkowie
- Klub literacko-promotorski „Klub Literacki RCKP” (zróżnicowana wiekowo grupa) – stały skład + nowi członkowie
- Orkiestra dęta „Miejska Górnicza Orkiestra Dęta” (zróżnicowana wiekowo grupa) – stały skład + nowi członkowie
- Pracownia artystyczna „Otwarta Pracownia” (zróżnicowana wiekowo grupa) – stały skład + nowi członkowie
- Pracownia artystyczna „Pracownia Grafiki Tradycyjnej” (zróżnicowana wiekowo grupa) – stały skład + nowi członkowie
- Studio piosenki „SWING” (uczniowie gimnazjalni i licealni) – zmienny skład zależnie od wieku
- Studio ruchowo-baletowe „Studio Ruchu” (dzieci i młodzież) – zmienny skład zależnie od wieku
- Teatr akrobatyczno-widowiskowy „Teatr na bruku” (zróżnicowana wiekowo grupa) – zmienny skład każdego lata
- Teatr dramatyczno-widowiskowy „S.T.R.A.C.H.” (licealiści i studenci) – stały skład (z wyjątkami)
- Teatr dramatyczno-wokalny „The Great Insomnia” – od marca 2012 nieaktywny (uczniowie licealni) – stały zamknięty skład
- Teatr dramatyczny „itd...” (3 grupy: starsza, średnia, młodsza) – zmienne składy zależnie od wieku
- Teatr dramatyczny „Marysia” (uczniowie I LO) – zmienny skład zależnie od nowego roku szkolnego
- Teatr dramatyczny „Teatr z fleszem” (uczniów klas IV, V, VI szkół podstawowych) – zmienny skład zależny od wieku
- Zespół muzyczny „Euro Band Blues” (promocja młodych talentów) – zmienny skład
- Zespół muzyczny „Gruba Berta” (młodzież i dorośli) – stały skład + nowi członkowie
- Zespół muzyczny „Intia” (młodzież i dorośli) – stały skład
- Zespół muzyczny „Leaders Lie” (młodzież i dorośli) – stały skład
- Zespół śpiewaczy ludowych „Kamratki” (dorośli) – stały skład + nowi członkowie
- Zespół taneczny „Crazy Dance” (młodzież – wyłącznie dziewczęta) – zmienny skład zależnie od wieku
- Zespół taneczny „Tęcza” (dzieci i młodzież) – zmienny skład zależnie od wieku
- Zespół Taneczny Kleks (dzieci i młodzież)
- Zespół tańca współczesnego „Strecz” (młodzież) – zmienny skład zależnie od wieku
- Zespół teatralno-taneczny „Radosna Rodzinna Akademia Teatralna” (dzieci i młodzież) – zmienny skład zależnie od wieku
- Zespół wokalno-instrumentalny „Stowarzyszenie Kultury Dzieci i Młodzieży Dysonans” (dzieci i młodzież) – zmienny skład zależnie od wieku

## Media
Portale internetowe:
- Krosno24.pl
- Terazkrosno.pl
- Krosno112.pl
- Krosnocity.pl

Stacje radiowe:
- Trendy Radio
- Radio Fara
- RMF MAXX Krosno
- Polskie Radio Rzeszów – redakcja

Informacje lokalne przedstawiają także Eska Rzeszów, Eska2 Rzeszów (dawniej SuperNova / WAWA) i Złote Przeboje 103,6FM Bieszczady.
Stacje telewizyjne:
- Telewizja Obiektyw

Informacje lokalne przedstawia także TVP3 Rzeszów.
Gazety lokalne:
- Nowiny
- Super Nowości
- KrosnoSfera[37]

## Religia

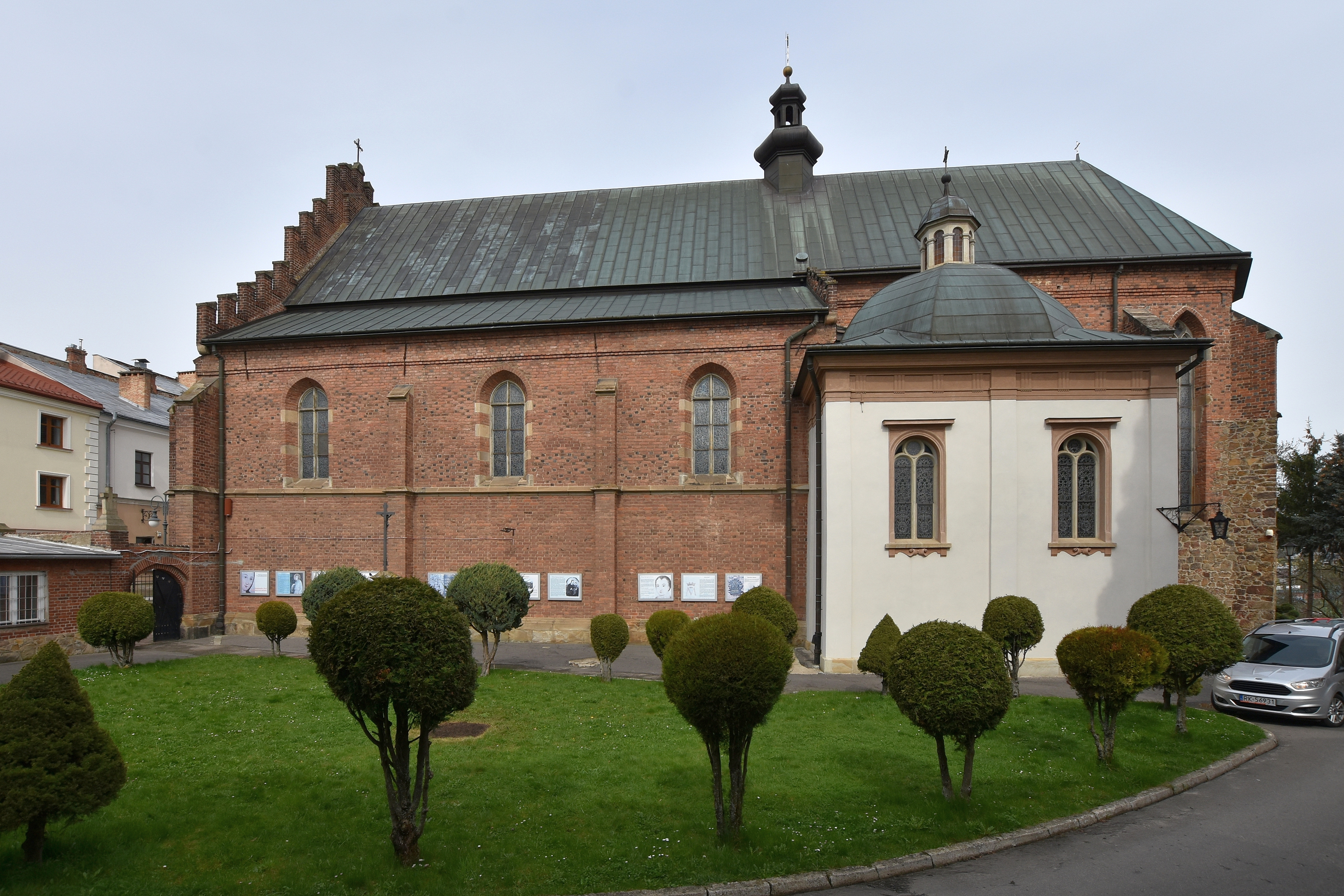
Kościół oo. Franciszkanów

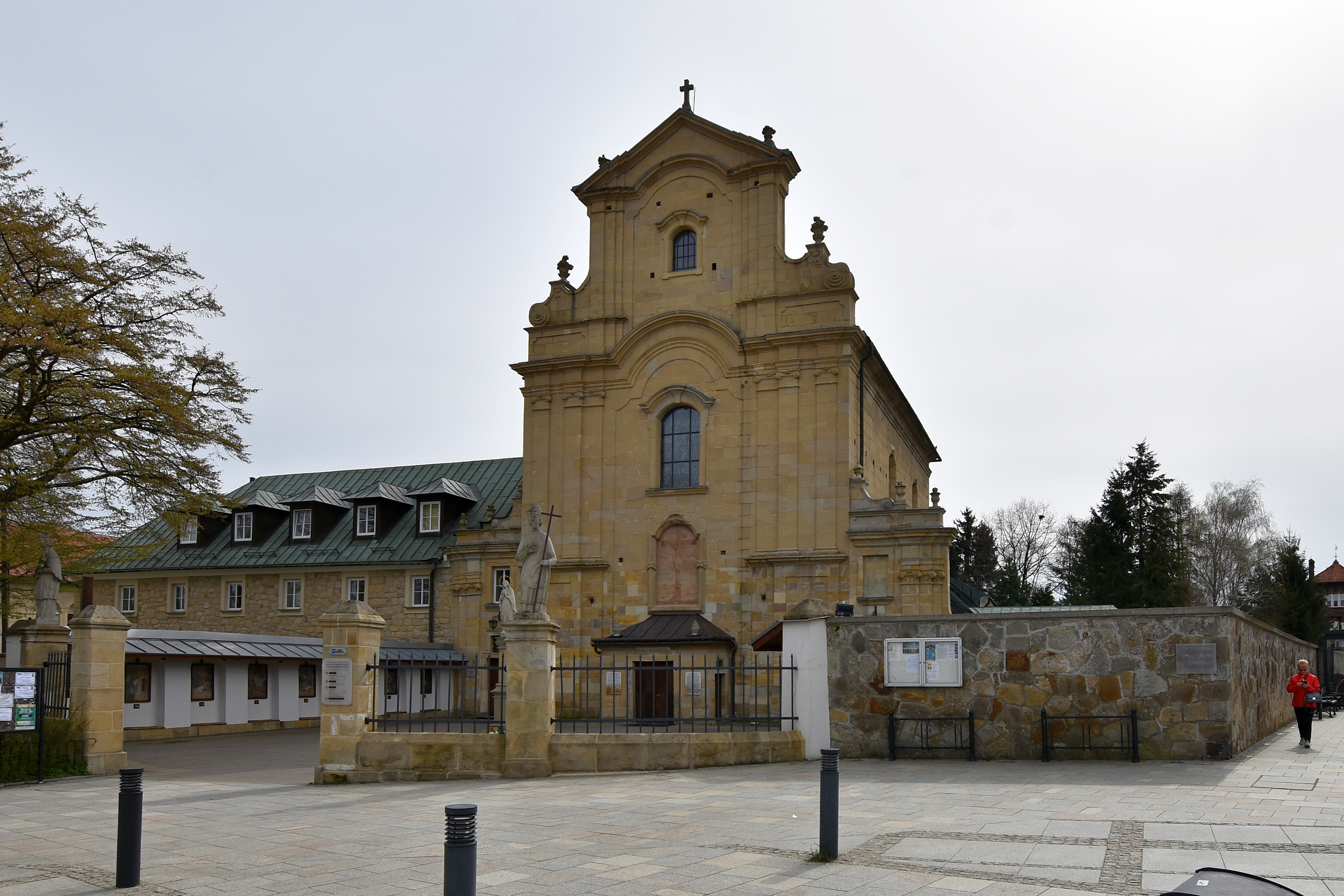
Kościół i klasztor oo. Kapucynów

### Buddyzm
- Buddyjski Związek Diamentowej Drogi Linii Karma Kagyu:
  - grupa medytacyjna w Krośnie[38]

### katolicyzm
- Kościół rzymskokatolicki[39]:
  - Parafia pw. Trójcy Świętej – Parafia Farna
  - Parafia pw. Ducha Świętego
  - Parafia pw. Miłosierdzia Bożego
  - Parafia pw. Najświętszego Serca Pana Jezusa
  - Parafia pw. Najświętszej Maryi Panny Królowej Polski
  - Parafia pw. Nawiedzenia Najświętszej Maryi Panny
  - Parafia pw. Podwyższenia Krzyża Świętego
  - Parafia pw. św. Piotra Apostoła i św. Jana z Dukli
  - Parafia pw. św. Wojciecha i Matki Bożej Częstochowskiej
  - Kaplica pw. Świętego Józefa Sebastiana Pelczara przy Hospicjum im. Świętego Jana z Dukli
- Kościół greckokatolicki:
  - punkt duszpasterski w Krośnie, nabożeństwa sprawowane są w kaplicy domu katechetycznego rzymskokatolickiej parafii Podwyższenia Krzyża Świętego[40]

#### Zgromadzenie zakonne
- Zakon Braci Mniejszych Konwentualnych – Ojcowie Franciszkanie
- Zakon Braci Mniejszych Kapucynów – Ojcowie Kapucyni, Kapelanat Generalny Wojskowego i Szpitalnego Zakonu św. Łazarza z Jerozolimy z siedzibą w Krośnie
- Zgromadzenie św. Michała Archanioła – Księża Michalici
- Zgromadzenie Sióstr św. Feliksa z Kantalicjo – Siostry Felicjanki
- Zgromadzenie Sióstr św. Józefa – Siostry Józefitki
- Zgromadzenie Sióstr Misjonarek św. Piotra Klawera – Siostry Klawerianki
- Zgromadzenie Sióstr Jezusa Miłosiernego

### Protestantyzm
- Kościół Adwentystów Dnia Siódmego w RP:
  - zbór w Krośnie[41]
- Kościół Boży w Polsce:
  - Kościół Chrześcijański „Emmanuel”[42]
  - Kościół Chrześcijański „River”[42][43]
  - Kościół Chrześcijański „Zwycięstwo”[42]
- Kościół Zielonoświątkowy w RP:
  - zbór „Logos”[44]

### Restoracjonizm
- Świadkowie Jehowy:
  - Sala Królestwa, trzy zbory (Krosno–Jedlicze, Krosno–Południe, Krosno–Północ)[45][46]
- Świecki Ruch Misyjny „Epifania”:
  - zbór w Krośnie[47]

## Sport i rekreacja

### Obiekty sportowe
- Miejski Ośrodek Sportu i Rekreacji
- Klub sportowy „Budo” – karate, boks, judo, mma
- tor speedrowerowy
- przy ulicy Bursaki
  - Hala Sportowo-Widowiskowa
  - zespół basenów otwartych
  - otwarte lodowisko w zimie
  - korty tenisowe
  - stadion lekkoatletyczny i do piłki nożnej
  - fitness park
  - klub EUROGYM[48]
- przy ulicy Legionów
  - mała Hala Widowiskowo-Sportowa
  - stadion z torem żużlowym i boiskiem piłkarskim
  - korty tenisowe
  - boisko do piłki nożnej
- przy ulicy Rzeszowskiej
  - basen kryty (długość 25 m)
  - boisko do piłki nożnej (90 × 48) + bieżnia z tartanu
  - boisko do gry w piłkę nożną i koszykówkę typu „Orlik”
- przy ulicy Wojska Polskiego
  - międzyszkolny basen kryty (długość 25 m)
- przy ulicy Okrzei
  - park rowerowy[49]
  - park linowy Linoskoczek[50]
- Czarnorzeki
  - wyciąg narciarski

W Krośnie znajdują się również mniejsze, najczęściej przyszkolne i osiedlowe boiska sportowe.

### Kluby sportowe

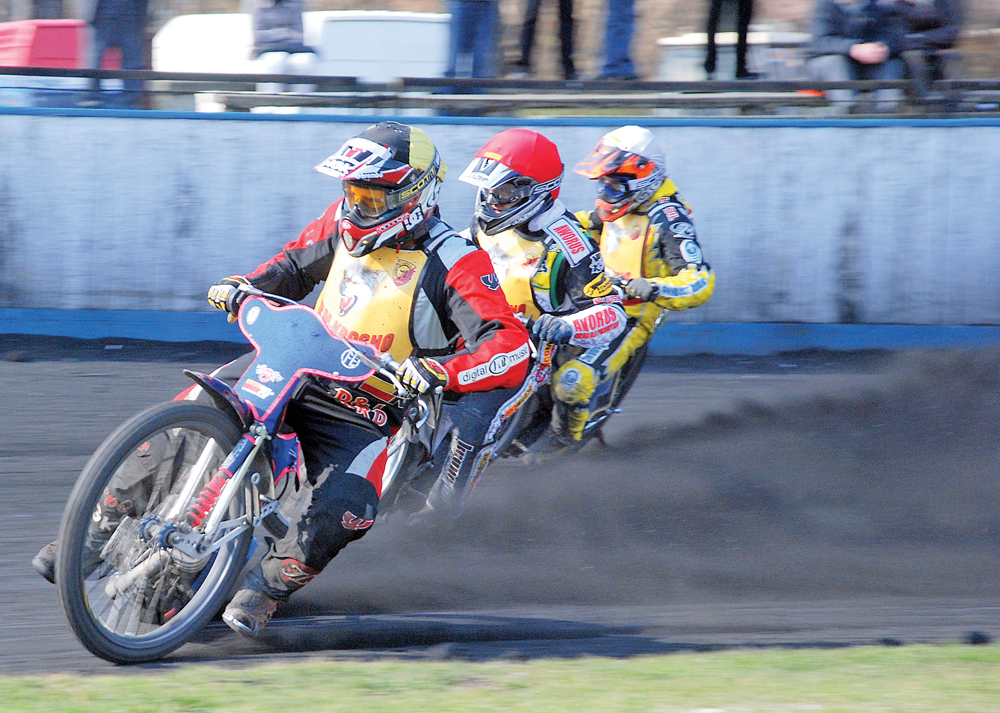
Klub żużlowy KSM Krosno

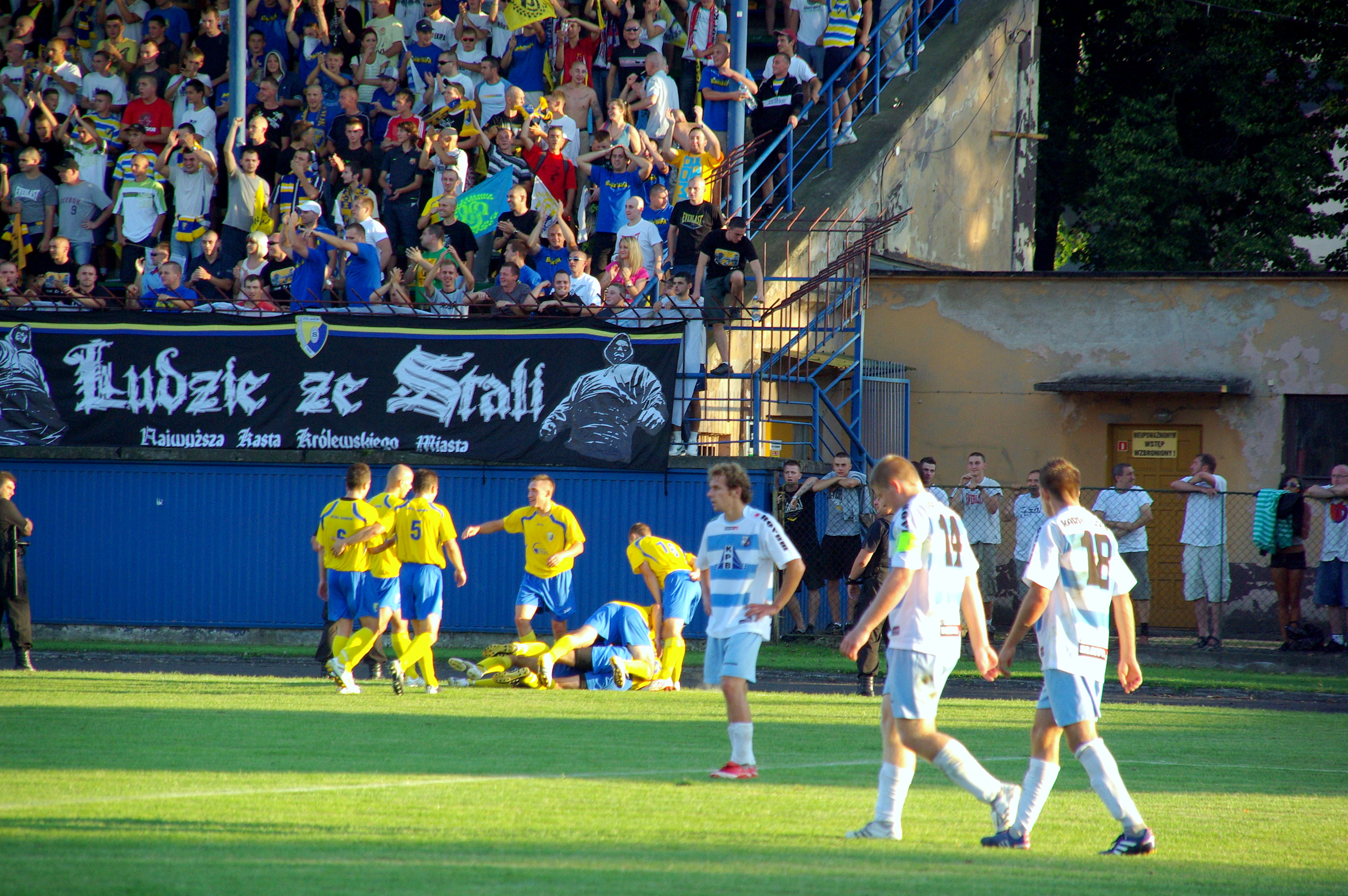
Derby Stal Sanok – Karpaty Krosno

- Automobilklub Małopolski w Krośnie - sporty motorowe
- Beniaminek Krosno (akademia piłkarska[51])
- Chorągiew Ziemi Krośnieńskiej „Milites”
- Football Academy Krosno – szkółka piłkarska dla dzieci
- Karpaty Krosno – piłka nożna mężczyzn
- KKS Karpaty Krosno – siatkówka mężczyzn
- Klub Pływacki Masters Krosno
- Klub Pływacki Swim2Win Krosno
- Klub Tańca Towarzyskiego „Gracja”
- Klub Tańca Sportowego K-STUDIO
- Krośnieński Klub Biegacza
- Krośnieński Klub Karate „Tsunami”
- KKK MOSiR Krosno – koszykówka
- Krośnieński Klub Kyokushin Karate
- Krośnieński Klub Tenisa Stołowego
- Krośnieńskie Stowarzyszenie Modelarzy Lotniczych
- Krośnieńskie Towarzystwo Tenisowe – tenis ziemny
- LOK – Elektryk Krosno – strzelectwo sportowe
- Międzyszkolny Uczniowski Klub Sportowy „Mechanik”
- MLKS Orlew Krosno – piłka nożna
- OKS Markiewicza Krosno – piłka nożna
- OZS Guzikówka Krosno – piłka nożna
- SHK Krosno – hokej na lodzie
- Uczniowski Klub Sportowy „Piętnastka”
- Uczniowski Klub Sportowy „Sokolik”
- UKS Koniczynka Krosno – piłka nożna
- UKS Oratorium Krosno
- UMGKS Nafta Krosno – strzelectwo sportowe
- Wilki Krosno – żużel

## Osoby związane z Krosnem

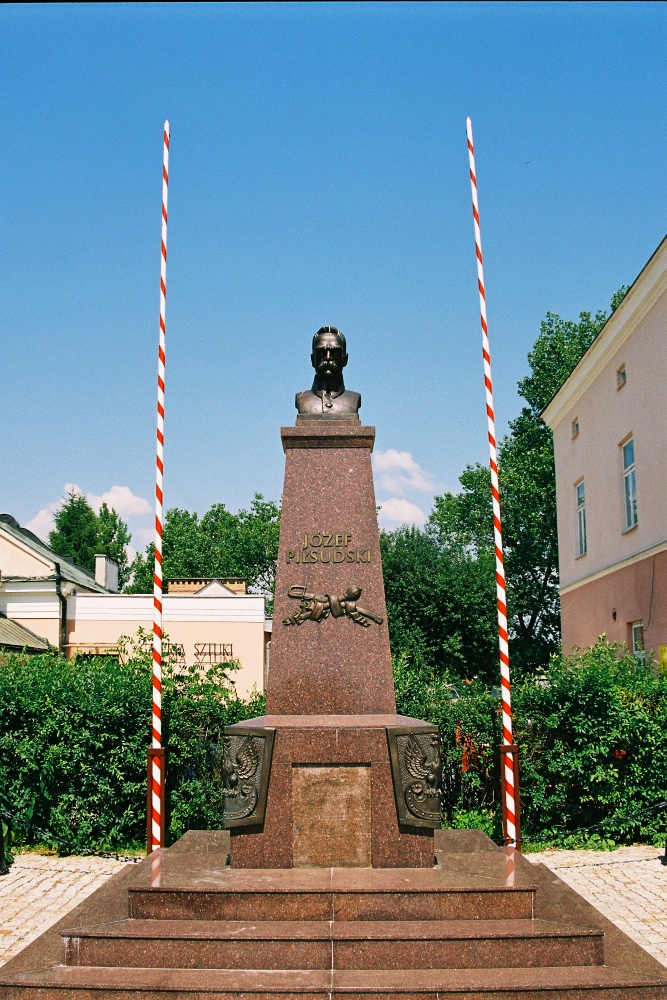
Pomnik Józefa Piłsudskiego

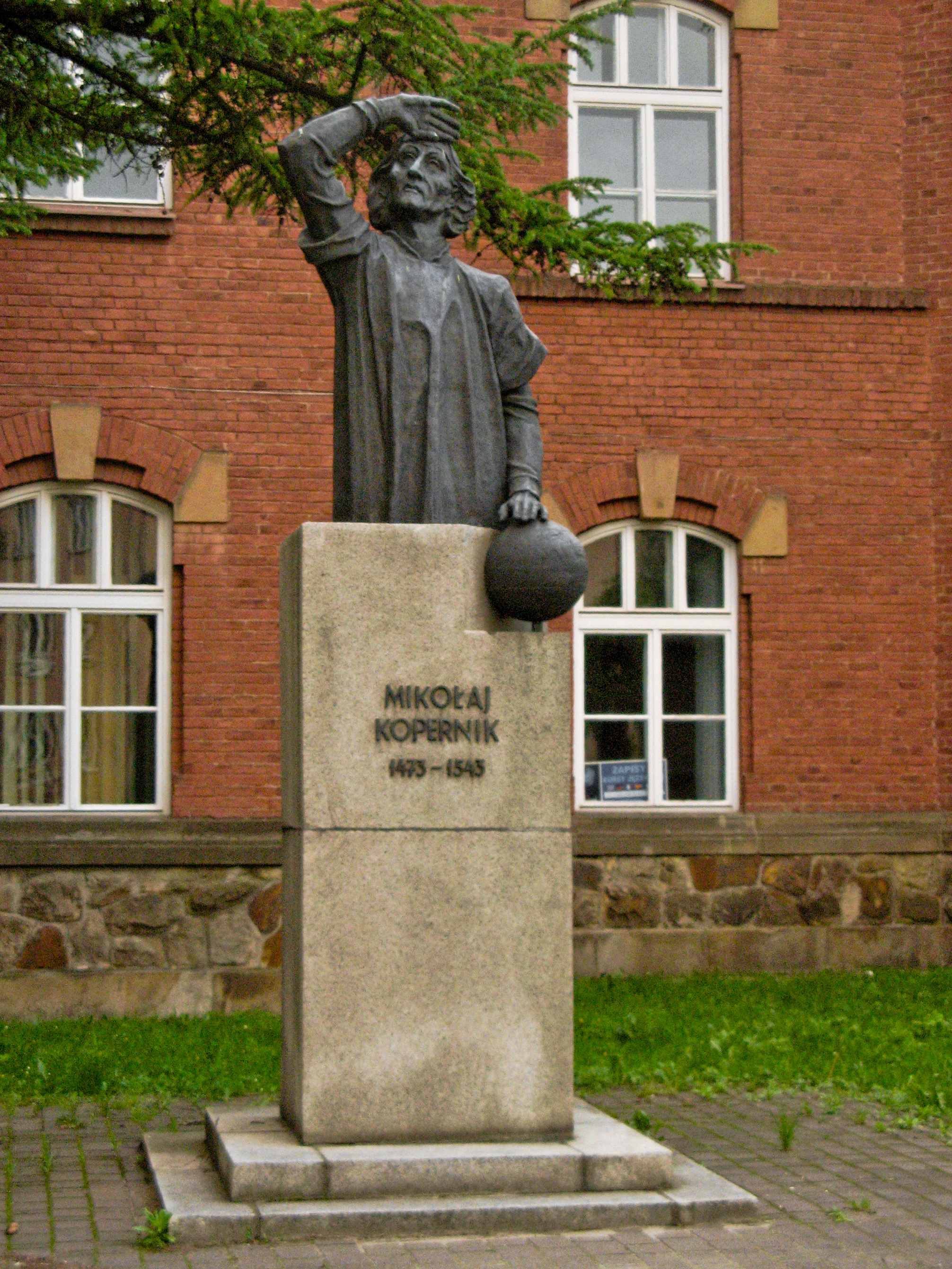
Pomnik Mikołaja Kopernika

### Honorowi obywatele miasta Krosna
- Kazimierz Badeni – Namiestnik Galicji (przed 1895)[52]
- Józef Wojnar – inżynier, dyrektor Instytutu Naftowego, wykładowca Akademii Górniczo-Hutniczej, 1976
- Jan Paweł II, 14.06.1996
- ks. prałat Bronisław Jastrzębski, 21.03.1997
- ks. abp Józef Michalik – przewodniczący Episkopatu, 18.03.1998
- Ryszard Kaczorowski – prezydent RP na uchodźstwie, 28.05.2002
- ks. prałat Tadeusz Szetela – kapelan AK, kapelan honorowy Ojca Św., 30.08.2002
- ks. kard. Stanisław Dziwisz – metropolita krakowski,10.06.2007

### Związani z kolegium w Krośnie
- ks. prof. Stanisław Mniszek – pierwszy rektor Kolegium,
- ks. prof. Krzysztof Gruszczyński (1620-1687) – rektor w latach 1679–1683,
- ks. Rafał Modlibowski (1740-1797) – wykładowca filozofii ok. 1772 r., konfederat, poeta
- o. Rafał Skrzynecki (1714-1788) – jezuita, historyk, polonista, tłumacz, rektor Kolegium w Krośnie w 1767, autor dzieł historycznych
- Kazimierz Ostrowski – reformator jezuickiego szkolnictwa w Polsce (4 III 1669 – 4 VII 1732), prof. retoryki w Krośnie (1697–1698)
- Jan Radomiński (1687-1756) – jezuita, spowiednik królewski Katarzyny Leszczyńskiej, filozof, uczeń i wykładowca w Kolegium w Krośnie
- Kazimierz Czyżewski (1673-1746 w Krośnie) – filozof i teolog, jezuita, rektor kolegium w Toruniu
- o. Kasper Niesiecki (1682-1744) – uczeń Kolegium w Krośnie, heraldyk, jezuita, leksykograf, pisarz, teolog, kaznodzieja.
- Ewaryst Andrzej Kuropatnicki (1734-1788) – w celu ochrony zbiorów Kolegium, nabył je i umieścił w Tarnowcu i w Lipinkach.

## Współpraca międzynarodowa

### Miasta partnerskie
- Edewecht
- Øygarden (do 2019 roku Fjell)[53]
- Gualdo Tadino
- Marl
- Sárospatak
- Użhorod
- Uherské Hradiště
- Zalaegerszeg[54]

#### Byłe miasta partnerskie
- Sátoraljaújhely[55]

### Miasta zaprzyjaźnione
- Bardejov
- Koszyce
- Svidník
- Tokaj
- Creil[54]